# 진주고등학교 축구부
진주고등학교 축구부는 진주고등학교의 축구부로 경남 FC의 U-18팀이다.

## 역사
2008년부터 프로축구 구단인 경남 FC의 유소년 클럽 (U-18팀)으로 지정되어 현재까지 이어지고 있다. 이후 추계 고등학교 축구대회 등에서 우상하는 등의 성적을 기록하며 좋은 행보를 이어가고 있는 중이다. 대표적인 출신 선수로는 윤일록, 이준재 등의 선수들이 있다.

## 같이 보기
- 진주고등학교
- 경남 FC
- 군북중학교 축구부
- 경남 FC U-12